# Philip Primrose

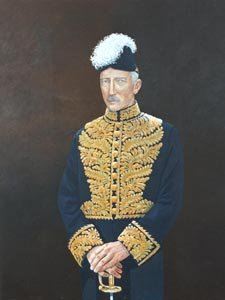
Philip Primrose

Philip Carteret Hill Primrose (* 23. Oktober 1864 in Halifax, Nova Scotia; † 17. März 1937 in Edmonton, Alberta) war ein kanadischer Politiker und Polizist. Von 1936 bis zu seinem Tod war er Vizegouverneur der Provinz Alberta.

## Biografie
Primrose war ein entfernter Verwandter von Archibald Philip Primrose, 5. Earl of Rosebery, 1894/95 Premierminister des Vereinigten Königreichs. Nach dem Tod seines Vaters zog Primrose mit seiner Mutter nach Pictou. Dort besuchte er nach Abschluss der Schullaufbahn die örtliche Akademie. Er graduierte letztlich am Royal Military College in Kingston. 1902 heiratete er Lily Deane, die Tochter eines Superintendenten. Sie hatten zusammen drei Kinder. Sein Sohn Neil arbeitete später am Obersten Gerichtshof Albertas als Richter.
Nachdem Primrose das Royal Military College verlassen hatte, trat er am 1. August 1885 als Inspektor in die North-West Mounted Police ein. Zunächst war er Regina stationiert, später in Fort Saskatchewan. 1899 wurde zum Superintendent befördert und während des Klondike-Goldrauschs ins Yukon-Territorium entsandt. Dort lernte er während seiner vierjährigen Dienstzeit William Legh Walsh kennen, seinen Vorgänger als Vizegouverneur.
Anschließend war Primrose bis 1913 als Kommandant in Fort Macleod tätig. Nachdem er die Kriminaluntersuchungsabteilung aufgebaut hatte, beendete er seinen aktiven Dienst als Polizist und fungierte bis 1935 als Polizeimagistrat von Edmonton. Während des Ersten Weltkrieges diente er als Offizier im Edmonton Reserve Battalion der kanadischen Armee. Er gehörte auch der Kommission an, welche die Schaffung der Provinzpolizei Albertas überwachte (diese Behörde wurde 1932 aus Kostengründen wieder aufgelöst).
Auf Empfehlung von Premierminister William Lyon Mackenzie King wurde Primrose am 1. Oktober 1936 von Generalgouverneur John Buchan zum Vizegouverneur der Provinz Alberta ernannt. Am 17. März 1937 verstarb Primrose nach nur sechs Monaten im Amt. Er war der erste Vizegouverneur Albertas, der im Amt verstarb. Primrose wurde auf dem Edmonton Cemetery beigesetzt. Nach ihm ist ein Stadtteil von Edmonton benannt.